# Claude Joseph Rouget de Lisle
Claude Joseph Rouget de Lisle (pronuncia francese [klod ʒɔˈzɛf ʀuˈʒɛ də lil]) (Lons-le-Saunier, 10 maggio 1760 – Choisy-le-Roi, 26 giugno 1836) è stato un poeta, compositore e militare francese, ufficiale del Genio Militare e probabile autore del testo e della musica della Marsigliese, in seguito divenuto l'inno nazionale della Francia.

## Biografia
Ai tempi della rivoluzione francese, Rouget de Lisle faceva parte dell'Armata del Reno ed, invitato, assieme ad altri ufficiali dell'Armata del Reno, alla cena a casa del sindaco di Strasburgo, Philippe-Frédéric de Dietrich, durante la notte tra il 24 ed il 25 aprile del 1792, gli fu chiesto di comporre una marcia per l'esercito che doveva entrare a Parigi. Il sindaco stesso la cantò per la prima volta, accompagnato da sua moglie al pianoforte, nel dopocena, la sera del 26 aprile. In quei giorni, infatti, l'armata era a Strasburgo e la Francia aveva appena dichiarato guerra ad Austria e Prussia. Dopo alterne fortune durante la Rivoluzione, scampando per poco alla ghigliottina in quanto realista, nel 1793, nel 1796 si ritirò a vita privata vivendo poveramente. Fu acerrimo avversario della dittatura di Napoleone. Visse lavorando come fornitore ufficiale dell'esercito imperiale. Rimase in sordina pure durante la Restaurazione, ricevendo la pensione soltanto dopo la caduta della monarchia borbonica, nel luglio 1830. Compose inoltre 25 romanze per canto e pianoforte, 50 Chants français e libretti per opera. Morì in povertà a Choisy-le-Roi e le sue ceneri furono trasferite il 14 luglio 1915 all'Hôtel des Invalides a Parigi dove si trovano anche quelle di Napoleone.
Massone, Rouget de Lisle è stato membro della Loggia Les Frères Discrets di Charleville, appartenente al Grande Oriente di Francia.
Recentemente si è ipotizzato che la paternità della musica appartenga in realtà al compositore e violinista Giovanni Battista Viotti , per la coincidenza delle frasi musicali del suo concerto in Do maggiore (1781), emerso nella pubblicazione dell'opera omnia dell'artista piemontese.